# Diego Renan
Diego Renan de Lima Ferreira, genannt Diego Renan, (* 26. Januar 1990 in Surubim, PE) ist ein brasilianischer Fußballspieler.

## Karriere
Diego Renan wurde von einem Scout im Club Cara & Coroa in Surubim entdeckt und wechselte mit 14 Jahren in die Nachwuchsabteilung des Cruzeiro EC. Diego Renan gab sein Debüt in der Profimannschaft am 27. März 2008 bei einem Unentschieden gegen Ituiutaba in der Staatsmeisterschaft von Minas Gerais. Sein erstes Tor als Profi erzielte er am 22. Juli 2009 in der brasilianischen Meisterschaft gegen EC Santo André. Im Jahr 2010 wurde der Spieler zum drittbesten Linksverteidiger in der brasilianischen Meisterschaft gewählt. Diego Renan am 29. Juli 2011 bestritt er sein 100. Spiel im Trikot von Cruzeiro in der Partie im Stadion São Januário in Rio de Janeiro gegen den CR Vasco da Gama.
Für die Saison 2013 wurde Diego Renan an den Criciúma EC ausgeliehen. Am 14. April 2013 erlitt er bei einem Spiel in der Staatsmeisterschaft von Santa Catarina einen Kreuzbandriss im rechten Knie. Nach einer Operation in Belo Horizonte benötigte er sechs Monate für seine Genesung. Dadurch kam er in der brasilianischen Meisterschaft in dem Jahr nicht mehr zum Einsatz.
Für 2014 wurde Diego Renan an CR Vasco da Gama nach Rio de Janeiro ausgeliehen, da er keine Rolle in den Planungen des Trainers von Cruzeiro spielte. Am Ende der Saison 2014 verließ er Vasco wieder. Nach einer weiteren Leihe an den EC Vitória  für die Jahre 2015 und 2016, wechselte Renan 2017 zu Chapecoense. Bereits zur Saison 2018 verließ er den Klub wieder und ging zum Figueirense FC, mit welchem in dem Jahr in der Série B antrat. Zur Saison 2019 wechselte Renan zum Ligarivalen AA Ponte Preta.
Anfang Januar 2020 wechselte Renan zum CS Alagoano bis Ende November 2020. Aufgrund der COVID-19-Pandemie wurde die Série B 2020 verschoben und der Kontakt bis 30. Januar 2021 verlängert.
Im März 2021 unterzeichnete Renan beim Avaí FC. Mit Klub gewann er 2021 die Staatsmeisterschaft von Santa Catarina. Damit holte er diesen Titel vier Mal mit unterschiedlichen Klubs. In der Série B 2021 erreichte er mit dem Klub den vierten Platz und damit den Aufstieg in die Série A. Dabei bestritt Renan 33 von 38 möglichen Spielen (kein Tor).
Renan machte diesen Aufstieg nicht mit. Er verließ Avaí und ging für die Saison 2022 zum CS Alagoano zurück. Mit dem Klub trat er in 41 Pflichtspielen an (kein Tor). In der Série B 2022 belegte der Klub am Saisonende mit dem 17. einen Abstiegsplatz. Nachdem der Spieler sich zunächst mit CSA über eine Vertragsverlängerung einig war, wurde Anfang Dezember sein Wechsel zum Vila Nova FC bekannt. Der Kontrakt erhielt eine Laufzeit bis Dezember 2023. Danach erhielt er einen Kontrakt beim Joinville EC.

## Erfolge
Cruzeiro
- Staatsmeisterschaft von Minas Gerais: 2008, 2009, 2011

Criciúma
- Staatsmeisterschaft von Santa Catarina: 2013

Vitória
- Staatsmeisterschaft von Bahia: 2016

Chapecoense
- Staatsmeisterschaft von Santa Catarina: 2017

Figueirense
- Staatsmeisterschaft von Santa Catarina: 2018

Avaí
- Staatsmeisterschaft von Santa Catarina: 2021